# Caloptilia thiosema
Caloptilia thiosema là một loài bướm đêm thuộc họ Gracillariidae. Nó được tìm thấy ở Queensland.